# Beauvoisin, Gard
Beauvoisin är en kommun i departementet Gard i regionen Occitanien i södra Frankrike. Kommunen ligger i kantonen Vauvert som tillhör arrondissementet Nîmes. År 2022 hade Beauvoisin 5 823 invånare.

## Befolkningsutveckling
Antalet invånare i kommunen Beauvoisin
Referens:INSEE